# Damion Downs
Damion Downs (Werneck, 6 luglio 2004) è un calciatore tedesco naturalizzato statunitense, attaccante del Southampton e della nazionale statunitense.

## Carriera

### Club
Downs è cresciuto nelle giovanili di Schweinfurt 05 e Ingolstadt 04. Il 28 settembre 2020 si è trasferito al Colonia. dove nel 2023 è stato promosso nella squadra riserve ed ha firmato il suo primo contratto professionistico. Il 23 settembre 2023 ha debuttato in prima squadra nel secondo tempo dell'incontro di Bundesliga perso 2-1 contro il Werder Brema.

### Nazionale
Ha giocato nella nazionale tedesca Under-20. 
Per via delle origini del padre, nel maggio 2024 viene chiamato dalla nazionale under statunitense per un campo training pre-olimpico.
Successivamente, nel maggio 2025, viene invece convocato per la prima volta dal CT Mauricio Pochettino in nazionale maggiore statunitense, in occasione delle amichevoli di giugno contro Turchia e Svizzera, esordendo nella sconfitta interna per 0-4 contro quest'ultima.

## Statistiche

### Presenze e reti nei club
Statistiche aggiornate al 14 giugno 2025.
| Stagione          | Squadra           | Campionato        | Campionato | Campionato | Coppe nazionali | Coppe nazionali | Coppe nazionali | Coppe continentali | Coppe continentali | Coppe continentali | Altre coppe | Altre coppe | Altre coppe | Totale | Totale | Totale |
| Stagione          | Squadra           | Comp              | Pres       | Reti       | Comp            | Pres            | Reti            | Comp               | Pres               | Reti               | Comp        | Pres        | Reti        | Pres   | Reti   |        |
| ----------------- | ----------------- | ----------------- | ---------- | ---------- | --------------- | --------------- | --------------- | ------------------ | ------------------ | ------------------ | ----------- | ----------- | ----------- | ------ | ------ | ------ |
| 2022-2023         | Colonia II        | RL                | 3          | 0          | -               | -               | -               | -                  | -                  | -                  | -           | -           | -           | 3      | 0      |        |
| 2023-2024         | Colonia II        | RL                | 18         | 8          | -               | -               | -               | -                  | -                  | -                  | -           | -           | -           | 18     | 8      |        |
| Totale Colonia II | Totale Colonia II | Totale Colonia II | 21         | 8          |                 | -               | -               |                    | -                  | -                  |             | -           | -           | 21     | 8      |        |
| 2023-2024         | Colonia           | BL                | 10         | 2          | CG              | 0               | 0               | -                  | -                  | -                  | -           | -           | -           | 10     | 2      |        |
| 2024-2025         | Colonia           | 2L                | 29         | 10         | CG              | 3               | 1               | -                  | -                  | -                  | -           | -           | -           | 32     | 11     |        |
| Totale Colonia    | Totale Colonia    | Totale Colonia    | 39         | 12         |                 | 3               | 1               |                    | -                  | -                  |             | -           | -           | 42     | 13     |        |
| Totale carriera   | Totale carriera   | Totale carriera   | 60         | 20         |                 | 3               | 1               |                    | -                  | -                  |             | -           | -           | 63     | 21     |        |

### Cronologia presenze e reti in nazionale
| Cronologia completa delle presenze e delle reti in nazionale ― Stati Uniti | Cronologia completa delle presenze e delle reti in nazionale ― Stati Uniti | Cronologia completa delle presenze e delle reti in nazionale ― Stati Uniti | Cronologia completa delle presenze e delle reti in nazionale ― Stati Uniti | Cronologia completa delle presenze e delle reti in nazionale ― Stati Uniti | Cronologia completa delle presenze e delle reti in nazionale ― Stati Uniti | Cronologia completa delle presenze e delle reti in nazionale ― Stati Uniti | Cronologia completa delle presenze e delle reti in nazionale ― Stati Uniti |
| Data                                                                       | Città                                                                      | In casa                                                                    | Risultato                                                                  | Ospiti                                                                     | Competizione                                                               | Reti                                                                       | Note                                                                       |
| -------------------------------------------------------------------------- | -------------------------------------------------------------------------- | -------------------------------------------------------------------------- | -------------------------------------------------------------------------- | -------------------------------------------------------------------------- | -------------------------------------------------------------------------- | -------------------------------------------------------------------------- | -------------------------------------------------------------------------- |
| 10-6-2025                                                                  | Nashville                                                                  | Stati Uniti                                                                | 0 – 4                                                                      | Svizzera                                                                   | Amichevole                                                                 | -                                                                          | 75’                                                                        |
| 19-6-2025                                                                  | Austin                                                                     | Arabia Saudita                                                             | 0 – 1                                                                      | Stati Uniti                                                                | Gold Cup 2025 - 1º turno                                                   | -                                                                          | 62’                                                                        |
| 29-6-2025                                                                  | Minneapolis                                                                | Stati Uniti                                                                | 2 – 2 (4 – 3 dtr)                                                          | Costa Rica                                                                 | Gold Cup 2025 - Quarti di finale                                           | -                                                                          | 78’                                                                        |
| 2-7-2025                                                                   | St. Louis                                                                  | Stati Uniti                                                                | 2 – 1                                                                      | Guatemala                                                                  | Gold Cup 2025 - Semifinale                                                 | -                                                                          | 85’                                                                        |
| 6-7-2025                                                                   | Houston                                                                    | Stati Uniti                                                                | 1 – 2                                                                      | Messico                                                                    | Gold Cup 2025 - Finale                                                     | -                                                                          | 69’                                                                        |
| Totale                                                                     |                                                                            | Presenze                                                                   | 5                                                                          |                                                                            | Reti                                                                       | 0                                                                          |                                                                            |

## Palmarès

### Club

#### Competizioni nazionali
- Campionato tedesco di seconda divisione: 1

Colonia: 2024-2025